# Noboru Terada
Noboru Terada (* 25. November 1917 in Iwata, Präfektur Shizuoka; † 26. September 1986) war ein japanischer Schwimmer.

## Biografie
Noboru Terada begann 1930 mit dem Schwimmsport, als Jugendlicher wurde er zwei Jahre hintereinander Japanischer Junior High School Meister über 400 und 800 Meter Freistil. Er schrieb sich 1935 an der Keiō-Universität ein.
Bei den Olympischen Spielen 1936 in Berlin gewann er die Goldmedaille über 1500 m Freistil. Im Jahr 1994 wurde er in die Ruhmeshalle des internationalen Schwimmsports aufgenommen.
Nach seiner aktiven Karriere arbeitete Terada als Leiter des Schwimmteams der Keiō-Universität.